# Momo og tidstyvene (opera)
Momo og tidstyvene er en dansksproget opera i to akter af Svitlana Azarova. Librettoen, som er baseret på børnebogen Momo og tidstyvene af Michael Ende, er skrevet af Anna Bro.

## Baggrund
Operaen blev bestilt af den Kongelige danske Opera og skrevet i 2015 og 2016. Den havde verdenspremiere 15. oktober 2017.

## Opførelsen på Operaen ved premieren

### Personalet[1]
- Dirigent: Anna-Maria Helsing
- Instruktør: Elisabeth Linton
- Scenografi og kostumer: Palle Steen Christensen
- Lys: Ulrik Gad
- Koreograf: Sara Ekman
- Dramaturg: Louise Nabe
- Kormestre: Denis Segond og Ole Faurschou

### Roller
| Rolle                            | Stemmetype      | Premieren, 15. oktober 2017.     | Stemmer 21. oktober 2017         |
| -------------------------------- | --------------- | -------------------------------- | -------------------------------- |
| Momo                             | sopran          | Anke Briegel                     | Anke Briegel                     |
| Beppo                            | baryton         | Sten Byriel                      | Sten Byriel                      |
| Gigi                             | kontratenor     | Morten Grove Frandsen            | Morten Grove Frandsen            |
| Master Ora                       | baryton         | Palle Knudsen                    | Palle Knudsen                    |
| Fusi                             | tenor           | Jens Christian Tvilum            | Jens Christian Tvilum            |
| Nino                             | baryton         | Morten Staugaard                 | Morten Staugaard                 |
| Liliana                          | mezzosopran     | Hanne Fisher                     | Hanne Fisher                     |
| Nicola                           | bas             | Simon Duus                       | Simon Duus                       |
| Leder af de Grå Herrer           | skuespiller     | Ole Lemmeke                      | Ole Lemmeke                      |
| Agent blw/553/c                  | tenor           | Gert Henning-Jensen              | Gert Henning-Jensen              |
| Agent xyq/384/b                  | baryton         | Andreas Landin                   | Andreas Landin                   |
| Bibi pige                        | koloratursopran | Sofie Elkjær Jensen              | Sofie Elkjær Jensen              |
| Assistent 1                      | sopran          | Karen Dinitzen                   | Karen Dinitzen                   |
| Assistent 2                      | mezzosopran     | Helle Fabricius Grarup           | Helle Fabricius Grarup           |
| Grå Herre 1                      | tenor           | Lars Bo Ravnbak                  | Lukas Norbel                     |
| Grå Herre 2                      | bas             | Rasmus Ruge                      | Johann Domwald                   |
| Grå Herre 3                      | mezzosopran     | Pia Rose Hansen                  | Trunte Aaboe                     |
| Grå Herre 4                      | mezzosopran     | Henriette Elmar                  | Sasse Flodgaard                  |
| Politimand                       | bas             | Martin Christopher Briody        | Martin Christopher Briody        |
| Cassiopeia (mekanisk skildpadde) |                 | Føres af Anna Dyrby              | Føres af Anna Dyrby              |
| Maria Paolo Dede Claudio Franco  | Børnesolister   | Sangere fra Sankt Annæ Gymnasium | Sangere fra Sankt Annæ Gymnasium |
| Børnekor                         |                 | Kor af Sankt Annæ Gymnasium      | Kor af Sankt Annæ Gymnasium      |
| Blandet kor                      |                 | Den Kongelige Operas Kor         | Den Kongelige Operas Kor         |

## Instrumentering
- Træblæsere: piccolo, 2 fløjter, 2 oboer, engelsk horn, 2 klarinetter i B-dur, basklarinet i B-dur, 2 fagotter, kontrafagot
- Messing: 4 horn i F, 3 trompeter i B-dur, 3 basuner, tuba
- Slagtøj (3 spillere) 1: Suspenderet crotales i f#, vindspil, pauker; 2: Suspenderet bækken (til højre), piccolo snare, lilletromme, 4 rototoms, Taiko/Buk (medium), stortromme; 3: vibrafon, 4 tom-toms, Taiko/Buk (lav), Stortromme Gongong, stort suspenderet thundersheet
- Strygere: førstevioliner, andenvioliner, viola, cello, kontrabasser

## Modtagelse
| Politiken 5 ***** 17 okt 2017     | Stort opsat børneopera på Dokøen er for alle, der elsker en god historie "Voldsomt, spændende og flot", var nogle af de umiddelbare tillægsord, børnene på min stolerække hæftede på deres oplevelse. Men mere end at bedømme var de egentlig optaget af mere præcist at forstå, hvad det var, de havde oplevet i lyd, ord og billeder. For ’Momo og tidstyvene’ i Operaen er noget helt andet end det, de fleste børn eller voksne er vant til. Den nye børneopera er en vild satsning på den økonomisk plagede nationalscene. Det er den upåagtede hollandske komponist Svitlana Azarovas første opera, opsætningen er kæmpestor med enormt mange medvirkende, og forlægget er en filosofisk og højtragende historie om det vigtige i livet. Og så er det som sagt for børn. Det lykkes smukt! På trods af (eller måske på grund af) et fremmedartet musikalsk univers bygget af skæve udbrud, tætte klange og store mængder slagtøj var der ingen børn i min synsvidde, der stemplede mentalt ud undervejs. Jeg havde fire medanmeldere i alderen 5-10 år, og de var decideret begejstrede efter to timers intenst drama. Vi taler om youtubeforbrugende skærmglade børn indfanget af kompleks, indholdsmættet moderne opera med et solidt stænk filosofi. Azarova og librettisten Anna Bro holder sig tæt til Michael Endes bestseller fra 1973 med samme titel. Henrik Friis |
| Berlingske 5 ***** 23 okt 2017    | Operaens nye musikdrama for børn er vellykket - og de medvirkende fås ikke bedre Voksne vil også værdsætte musikken af ukrainske Svitlana Azarova. Det er modernistisk musik med masser af udfordringer. Meget modsat mange voksenoperaer efterhånden! Og barnlige sjæle vil elske forestillingen for dens visuelle effekter. Nogle af virkningerne er rene tryllerier. Folk forsvinder midt på scenen! Hele stemningen kan rigtignok være et nummer for »feel good« og antikapitalistisk som i de glade 1970eres kollektiver. Men bare rolig. Alt løfter sig allerede midt i første akt og bliver decideret vedkommende i anden akt. Salens børn springer op af stolene og er klar med stående ovationer. De to timer er ikke taget fra os, men føles som en sød og sjov gave. Søren Schauser |
| Magasinet KBH 5 ***** 17 okt 2017 | Momo og Tidstyvene Operaen kaster tankerne hen på opsætninger så store og gennemførte som dem på Broadway i New York. Det hele er visuelt og musikalsk storslået og med en stor præcision og håndværksmæssig snilde. Det er måske derfor, vi har statsstøttet kultur. Alle københavnere har mulighed for at tage ind og opleve det her – endda uden at blive prakket glitrende merchandise og mersalgsfiduser på ærmet. Linea Christensen |
| Kvällsposten 16 okt 2017          | Barnopera blir vass samtidskommentar Och operan i regi av Elisabeth Linton med dirigenten Anna-Maria Helsing och knivskarp koreografi av Sara Ekman har blivit riktigt bra. Trots att det är en familjeföreställning med chockerande svår, ultra-expressionistisk musik med ytterst få döda punkter, och ungefär en enda vacker melodi under loppet av två timmar. Låter det jobbigt? Inte när det klär den dystopiska storyn så väl och stagar upp dess mindfulness-iga, puttinuttiga inslag så att den samtidigt blir intressant samtidskommentar. Azarova jobbar i sin första opera gärna med riffiga talkörer, klocktickande orkester och gör i stora ensemblescener Momos fattiga men glada by till ett slags ljus spegelbild av det inskränkta fiskesamhället The Burrough i Benjamin Brittens ”Peter Grimes”. Med kärva, musikaliska dissonanser som ett mullrande hot vid horisonten och slaviskt folklig flair. Hanna Höglund |
| GregerDH 22 okt 2017              | 'Momo og tidstyvene’ er en flot eventyropera med en musik, der løfter sig efter pausen LIBRETTOEN er skrevet af dramatikeren Anna Bro som præcis koncentrat af bogens originale tekster. Smukke og tankevækkende, mange af dem. Ikke uvæsentlige at fange undervejs. |

## Galleri
- Gigi i amfiteatret
- Agent blw/553/c, Momo og Bibi Girl.
- Bibi Girl og Agent blw/553
- Grå Herrer
- Master Hora
- Momo og de Grå Herrer
- Cassiopeia, Gigi, Momo og Beppo